# Intraitable
Pour plus de détails, voir Fiche technique et Distribution.
Intraitable  est un téléfilm dramatique français réalisé par Marion Laine en 2020, diffusé le 23 février 2021 sur  RTS Un par la Radio télévision suisse et le 1er mars 2021 sur France 2.

## Synopsis
Gabriel refuse de se plier aux injonctions d’un arrêté préfectoral qui lui impose de traiter préventivement sa vigne aux pesticides. Adepte de la biodynamie, il s’oppose à l’usage de produits chimiques sur les vignes, qui, selon lui, fragilisent la terre, détruisent les écosystèmes et mettent en péril la santé des hommes. Ce refus de principe entraîne peu à peu cet homme simple et discret dans une spirale judiciaire infernale qui va bousculer sa vie professionnelle et sentimentale, le transformant malgré lui en lanceur d’alerte.

## Fiche technique
- Titre original : Intraitable
- Année de production : 2020
- Réalisation : Marion Laine
- Scénario : Didier Vinson
- Société de production : A Prime Group
- Pays d'origine : France
- Langue originale : français
- Format : couleur
- Genre : drame
- Durée : 90 minutes
- Dates de diffusion :
  -  Suisse : 23 février 2021 sur RTS Un
  -  France : 1er mars 2021 sur France 2

## Distribution
- Fred Testot : Gabriel
- Zineb Triki : Loubna
- Elodie Frenck : Astrid
- Laurent Bateau : Maître Boisseau
- Patrick Timsit : Pierre
- Vanessa David : Karine
- Satya Dusaugey : Arnaud Bricourt

## Production

### Tournage
Le tournage a lieu en octobre 2020 dans la région de Beaune, en Bourgogne. Le tournage s’est également effectué dans les villages de Semur-en-Auxois, Santenay, Cheilly-lès-Maranges, entre autres.

### Origine
Ce téléfilm est l’adaptation libre de la vie d’Emmanuel Giboulot et d’un procès très médiatisé en 2014

## Accueil

### Diffusions
Intraitable est avant-tout diffusé le 23 février 2021 sur RTS Un, en Suisse, avant d’être diffusé en France sur France 2, le 1er mars 2021.